# Nesidiochernes fissuricola
Espèce
Nesidiochernes fissuricola est une espèce de pseudoscorpions de la famille des Chernetidae.

## Distribution
Cette espèce est endémique du Pilbara en Australie-Occidentale. Elle se rencontre dans le parc national de Karijini sur le mont Meharry.

## Description
Le mâle holotype mesure 2,22 mm, les mâles mesurent de 1,58 à 2,22 mm et les femelles de 2,90 à 3,18 mm.

## Systématique et taxinomie
Cette espèce a été décrite par Curran et Harvey en 2024.

## Publication originale
- Curran & Harvey, 2024 : « Nesidiochernes fissuricola, a new species of pseudoscorpion (Pseudoscorpiones: Chernetidae) from north-western Australia. » Australian Journal of Taxonomy, vol. 78, p. 1–7 (texte intégral).